# Yangtze-weekschildpad
De yangtze-weekschildpad (Rafetus swinhoei) is een schildpad uit de familie weekschildpadden (Trionychidae).
De soort werd voor het eerst wetenschappelijk beschreven door John Edward Gray in 1873. Oorspronkelijk werd de wetenschappelijke naam Oscaria swinhoei gebruikt. De soortaanduiding swinhoei is een eerbetoon aan de Engelse bioloog Robert Swinhoe (1836 - 1877).

## Uiterlijke kenmerken
De schildpad is een van de grootste zoetwaterschildpadden ter wereld, hoe groot precies is niet bekend. Volgens de lokale bevolking kan het schild alleen al bijna twee meter lang worden maar dit is sterk overdreven. De schildlengte is echter ten minste 60 centimeter en mogelijk kan dit uit studies van gevonden resten oplopen tot 80 centimeter, waarmee de schildpad een totale lengte van meer dan een meter bereikt. Dergelijke exemplaren hebben een gewicht van minstens 120 kilo. De kop alleen al is met 20 centimeter groter dan de totale schildlengte van sommige soorten schildpadden. De schildpad heeft enkele zeer karakteristieke kenmerken, zoals de ogen die meer aan de bovenkant van de kop geplaatst zijn en met name de opvallend diepe bek die veel weg heeft van de bek van een vis.

## Algemeen
De yangtze-weekschildpad komt voor in China en Vietnam, waar vrij recentelijk een exemplaar in het wild op film is vastgelegd. De schildpad leefde ooit in grote delen van de Rode Rivier in Vietnam en de Yangtze in China. Tegenwoordig is de soort zo goed als uitgestorven en behoort tot de 25 meest bedreigde soorten schildpadden ter wereld. De belangrijkste bedreigingen zijn het verlies van de habitat en de jacht op de schildpad vanwege het vlees en het gebruik van het schild en de botten voor traditionele medicijnen.
Er waren enige tijd slechts drie levende exemplaren bekend, waarvan er een leefde in Suzhou Zoo in China, de twee andere leefden in een meer in Vietnam en waren de enige bekende wilde exemplaren. In de bovengenoemde zoo leefde samen met het eerste exemplaar, een mannetje, ook een vrouwtje. Dit enige vrouwtje is op 14 april 2019 gestorven. In 2020 werd in Vietnam in het wild een vrouwtje waargenomen. De kans bestaat dat er nog een tweede wild exemplaar overblijft.
Het meest recentelijk in het wild gevangen exemplaar werd door vissers in 1998 opgevist.

## Levenswijze
Er is bekend dat het vrouwtje een nest graaft waarin 60 tot meer dan 100 eieren worden afgezet. Het voedsel bestaat voornamelijk uit dierlijk materiaal; kikkers, krabben, slakken en vissen, maar ook waterplanten en bladeren worden gegeten.